# 라디오특강
라디오특강은 경기방송의 라디오 방송 프로그램이다. 주말에만 방송되며 본방송은 오전 11시 30분부터 오후 12시까지, 재방송은 주말 오전 6시부터 오전 6시 30분까지 방송된다.
2013년 3월 경기방송 봄개편으로 신설되었다.
여러 계층의 저명인사를 초청하여 강의를 진행하는 프로그램으로 매월 1회 경기방송 사옥에서 진행하고 녹화한 강의를 라디오방송용으로 10분씩 나눠 편집해서 소리로만 방송한다. 강의 다시듣기는 라디오특강 홈페이지에서 들을 수 있으며, 녹화된 강의 동영상(강의 풀버전)도 시청이 가능하다. 또한 매월 초에 실시하는 라디오특강 강의를 경기방송 사옥에 방문하여 현장에서 들을 수 있다.
진행자는 지난 2012년 경기방송에서 개최된 국민 DJ/작가 오디션인 'DJ오디션 라디오 스타 시즌 1'에서 선정된 국민DJ 김정미가 진행한다.
이전에는 라디오 특강 편성시간 30분 중 15분은 라디오 특강, 이후 15분은 <행복을 드리는 라디오 평생학습관>이 방송되었으나 지금은 <라디오 평생학습관>이 폐지되어 이전에 10분만 들려주던 강연을 15~20분정도로 늘렸고, 방송이 끝나기 전 음악을 틀어준다.

## 진행자
- 김정미 - 경기방송 라디오스타 시즌1 국민DJ, 라디오특강 진행

## 강연자
- 이종민(공신닷컴 강사)
- 황일구(리더십 전문 강사)
- 고재섭(자연의학연구원 원장)
- 김은희(과천품앗이 홍보부장)
- 황일구(나인스 웨이브 대표)
- 이민구(KT 부장)
- 전혜림(라임 자산연구소 대표)
- 이수경(가정행복코치 대표)
- 송인혁(라이프스퀘어 공동대표)
- 김희연(AMPR 대표)
- 민윤정(포털사이트 다음 이사)
- 김덕년(경기도교육청 중등부 장학사)
- 김고연주(연세대 교수)
- 이종범(만화가)
- 조원용(건축커뮤니케이터)
- 김태연(기업전문강사)
- 박용후(어플 개발자)
- 장문선(드라마 작가)
- 유영만(한양대 지식생태학자)
- 남인숙(소설가)
- 한근태(기업 컨설팅 대표)
- 고우성(지식PD)
- 박석근(건국대 식물학자)
- 김덕성(심리연구소장)
- 장영철(E Sport PD)
- 최성숙(총신대 교수)
- 이상우(가수)
- 고혜성(개그맨)
- 이승용(코오롱 스포츠마케터)
- 황세웅(수원여대 교수)
- 김윤경(존슨앤존슨 총괄이사)
- 김무영(작가)
- 권영구(한의사)
- 강영숙(EBS PD)
- 김호중(성악가)
- 이충민(웹툰작가, 푸른아우성 팀장)
- 김대홍(감정노동연구소 소장)
- 지상선(독서치료사)
- 김종환(가수)
- 김재용(작가)
- 안희정(교육학 박사)
- 박정욱(한국창의인재교육원 석사위원)
- 김인영(성인연구소장, 교수)
- 윤홍식(홍익학당 대표)
- 혜라(자운선가 강사)
- 이영탁(세계미래포럼 이사장)

| 경기방송                                                             |                                                                 |                                                                             |
| 이전                                                                 | 라디오특강                                                      | 다음                                                                        |
| 여행을 떠나요(오전 9시) K-LIST(새벽 4시)                             | 라디오특강                                                      | 경기방송 정오종합뉴스(오후 12시) 옴부즈맨 라디오(오전 6시 30분)             |
| 오전 9시 ~ 오전 11시 30분(여행을 떠나요) 새벽 4시 ~ 오전 6시(K-LIST) | 오전 11시 30분 ~ 오후 12시(본방) 오전 6시 ~ 오전 6시 30분(재방) | 오후 12시 ~ 오전 12시 10분(정오종합뉴스) 오전 6시 ~ 오전 6시 30분(옴부즈맨) |
|                                                                      |                                                                 |                                                                             |